# Erciyes
De Erciyes,  of Turks: Erciyes Dağı, is een slapende stratovulkaan 25 km ten zuiden van de stad Kayseri in Turkije. De naam komt van de oudgriekse naam Ἀργαῖος Argaios; de Romeinen noemden hem Argaeus.
De top van de vulkaan ligt op 3.916 meter hoogte, en is hoogste berg van Centraal-Anatolië. Hij behoort tot de Anti-Taurus, het noordoostelijke deel van het Taurusgebergte.
De top biedt uitzicht over de Anatolische hoogvlakte, inclusief Cappadocië. De vulkaan is sterk geërodeerd, maar heeft misschien nog een uitbarsting gekend in 253 v.Chr., zoals zou blijken uit afbeeldingen op Romeinse munten.
Strabo noemde de berg Ἀργαῖος Argaios; hij schreef dat de berg nooit vrij was van sneeuw en dat de weinige mensen die hem beklommen hebben vertelden dat ze op heldere dagen de Zwarte Zee in het noorden en Middellandse Zee in het zuiden konden zien. 
Er zijn wintersportfaciliteiten op de berg die bereikbaar zijn vanuit Kayseri.
Aan de voet van de Erciyes-vulkaan in Turkije, in een regio die anders wordt gekenmerkt door droogte, vindt men de tenten van halfnomaden. Deze bijzondere locatie maakt het mogelijk dat ondanks de droge omgeving vruchtbaar land beschikbaar is, waarop de halfnomaden hun traditionele levenswijze kunnen voortzetten.